# Teresa Raczkowska-Bekiesińska
Teresa Raczkowska-Bekiesińska (ur. 13 lipca 1931 w Kowlu, zm. 16 grudnia 2016) – polska strzelczyni i nauczycielka akademicka, medalistka mistrzostw Europy.

## Kariera naukowa
Ukończyła AWF w Warszawie (1955), oraz studia z psychologii na Uniwersytecie Warszawskim (1963). Prowadziła zajęcia akademickie w Katedrze Gimnastyki i Zakładzie Psychologii AWF. W latach 1979–1981 była dziekanem Filii warszawskiego AWF-u w Białej Podlaskiej. W latach 1997–2004 wykładała w Wyższej Szkole Pedagogicznej ZNP w Warszawie. Jej naukowe zainteresowania skupiały się na nauczaniu programowanym, genetycznym i środowiskowych uwarunkowaniach adaptacji człowieka do wysiłku fizycznego oraz wokół efektywności treningu sportowego. Autorka kilku publikacji.

## Kariera sportowa
Trzynastokrotna mistrzyni Polski i wielokrotna rekordzistka kraju w strzelectwie. Jest dwukrotną drużynową medalistką mistrzostw Europy. Pierwsze wicemistrzostwo wywalczyła w 1971 roku w pistolecie standardowym z 25 metrów, osiągając wynik 567 punktów (drugi wynik w zespole, który oprócz niej stanowiły Hanna Turczyn i Bożena Trela). Rok później ponownie zdobyła srebro, tym razem w pistolecie pneumatycznym z 10 metrów. Jej wynik (364 punkty) był drugim rezultatem polskiego zespołu (w skład którego weszły także Irena Mazurkiewicz i Aniela Mońko).
Była również członkinią kadry narodowej w gimnastyce, oraz trenerką tej dyscypliny sportu.